# Friedhofskapelle Jonava

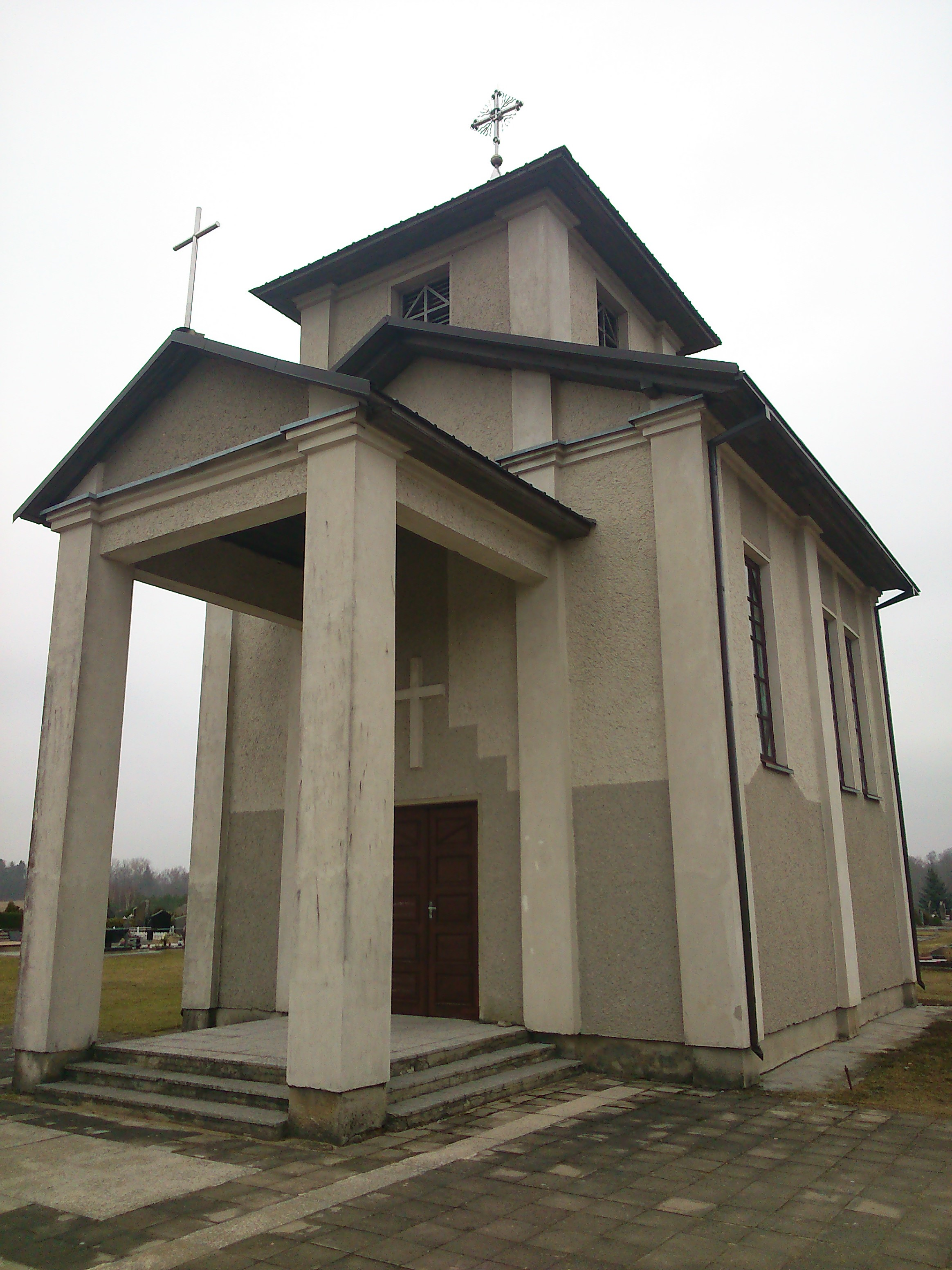
Friedhofskapelle Jonava

Die Friedhofskapelle Jonava (litauisch Tremtinių koplyčia, dt. Deportiertenkapelle) ist eine Friedhofskapelle im Friedhof Jonava, im Dorf Šmatai, an der Landstraße KK144, Jonava-Šeduva (im Dorf Šmatai, Amtsbezirk Kulva, Rajongemeinde Jonava).
Die Kapelle wurde auf Initiative der Litauischen Union der politischen Gefangenen und Deportierten gebaut und am 14. Juni 1992 eingeweiht. Architekten waren Vytautas Juraška und Lina Preišiogalavičienė (Projektautorin). Die Maler waren S. Savickas und Antanas Krištopaitis, der Schmied Kostas Šimkus. Im Inneren befinden sich neben den Kirchenbänken ein Beichtstuhl und einige Gemälde des Künstlers Pawlow Zenski. Im Dachreiter sind Glocken untergebracht.